# CSM Făgăraș (fotbal)
AS Nitramonia Făgăraș a fost un club de fotbal din Făgăraș, România.
Echipa a fost susținută financiar de către Combinatul Chimic Făgăraș până în 1989 și de SC Nitramonia SA până în 1999. În această perioadă a activat în Divizia C, cu excepția 1997/1998 când a promovat în Liga a II-a (președinte Alexandru Gherghe, antrenor Nistor Văidean). Lipsa susținerii financiare a făcut ca echipa să retrogradeze în Liga a IV-a, 1999/2000 (antrenor Marian Chiric), iar de atunci să nu mai promoveze decât în anul 2008 (președinte Alexandru Gherghe), când și-a schimbat denumirea în Inter Ena (antrenor Marian Chiric- Sandu Cozma). După numai un an sponsorii au renunțat să mai finanțeze echipa, iar Primăria (proprietara terenului) a luat hotărârea să activeze doar în Liga a IV-a.
Fie că s-a numit Explosivi, Nitramonia, Inter-Ena sau acum CSM, formația făgărășeană a fost de 33 de ori prezentă cu rezultate bune în eșaloanele II și III. Ultima dată, deși avea dreptul de a evolua în Divizia C, în sezonul 2009/2010, Inter Ena nu s-a înscris.

## Istorie

### Primii ani și perioada de glorie
CSM Făgăraș/Nitramonia/Inter ENA/Civitas/Chimia/Expozivi/, a fost fondat în 1922 și prima sa participare în ligile naționale s-a înregistrat în sezonul 1946–47 Divizia C, sub denumirea de Explosivi Făgăraș , terminând pe locul 5.  Sezonul următor clubul de fotbal din Făgăraș a fost promovat în Divizia B , dar a terminat pe locul 11, retrogradând astfel. Explosivi a continuat inca un sezon la nivelul Divizia C , apoi competitia fiind dizolvata si echipa s-a inscris in Campionatul Regional.
În 1958, echipa Compusului Chimic Făgăraș a apărut din nou în reînființată Divizia C , sub numele de Chimia Făgăraș , câștigând seria a IV-a și promovând înapoi în  Divizia B. A urmat șase sezoane consecutive în  Divizia B, cu cea mai bună performanță. fiind pe locul 4 la finalul sezonului 1962–63 . Chimia a terminat pe ultimul loc la sfârșitul sezonului 1964–65 și a retrogradat înapoi la nivelul trei. După patru sezoane mai puțin reușite, Chimia a câștigat seria a 8-a la finalul sezonului 1968–69 , dar a terminat doar pe locul 3 în barajul de promovare, după FC Olimpia Satu Mare și Minerul Anina, pierzând promovarea. A urmat încă un loc 2, apoi Chimia și-a câștigat din nou seria, terminând din nou pe locul 3 în grupa de baraj pentru promovare, dar a fost promovată în fața locului doi, Sticla Arieșul Turda . 
Chimia abia a scăpat de la retrogradare în primul sezon din Divizia B, după promovare, apoi în vara anului 1972 și-a schimbat numele la Nitramonia Făgăraș . În 1974, Nitramonia a retrogradat din nou, dar a promovat înapoi după doar un sezon. În anii 1970 Compusul Chimic Făgăraș era în perioada sa de glorie, așa că echipa a rămas o perioadă la nivelul etajului doi, dar fără rezultate importante. Chimiștii au retrogradat la sfârșitul sezonului 1980–81  Divizia B , dar au promovat din nou după doi ani de absență. Sezonul 1983–84  Divizia B a fost ultimul pentru Nitramonia în liga a doua în următorii 14 ani, chimiștii au terminat pe locul 15 și au retrogradat în Divizia C, când clubul a petrecut cea mai mare parte a timpului.
| Nume               | Perioadă       |
| Explosivi Făgăraș  | 1922–1950      |
| Metalul Făgăraș    | 1950–1958      |
| Chimia Făgăraș     | 1958–1972      |
| Nitramonia Făgăraș | 1972–2004      |
| ENA Făgăraș        | 2004–2008      |
| ENA Inter Făgăraș  | 2008–2009      |
| CSM Făgăraș        | 2009–2012      |
| Civitas Făgăraș    | 2012–2013      |
| CSM Făgăraș        | 2013 – prezent |

### Căderea industriei chimice și a fotbalului
Echipa a fost susținută financiar de Combinatul Chimic Făgăraș până în 1989, președinte Gruia Vasile, și de SC Nitramonia SA (denumirea ansamblului după privatizare) până în 1999. În această perioadă, echipa a jucat în liga a treia, cu excepția sezonului 1997–98 când a promovat. în  Divizia B (Președinte: Alexandru Gherghe, Antrenor: Nistor Văidean ). Lipsa sprijinului financiar a condus echipa la retrogradare. Clubul a continuat să joace în Divizia C până în sezonul 2004–05, sezon în care sub denumirea de ENA Făgăraș clubul a retrogradat în Liga a IV-a .
La începutul sezonului 2008–09 , clubul susținut în totalitate de doi oameni de afaceri din Făgăraș, a cumpărat de la Inter Pantelimon locul în Divizia C și a fost redenumit Ena Inter Făgăraș , ocupând locul 14 la finalul sezonului, reușind să evite retrogradarea. După numai un an, sponsorii au renunțat la finanțarea echipei, din cauza lipsei de interes a primăriei în susținerea echipei, iar Municipiul Făgăraș (noul proprietar al stadionului, după ce l-au răscumpărat de la cel care îl cumpărase cu doi ani înainte- Capeti Iulian- agent imobiliar din București) a decis să nu mai continuie în liga a III-a, să înființeze CSM Făgăraș și sa înscrie echipa doar în Liga a IV-a, loc cedat de Cetatea Făgăraș- echipă cu susținere financiară privată. 
A urmat o perioadă de “amatorism” în managementul echipei, cu participări succesive în campionatul județean sau regional, cu susținere substanțială și totală din partea primăriei Făgăraș. În 2012 și-a schimbat numele în “Civitas Făgăraș”, președinte Cupu Lucian, pentru a o lua de la zero, din punct de vedere financiar și a evita restanțele financiare. A promovat artificial în Divizia C , dar din cauza slabului management de la conducerea clubului, au apărut din nou probleme financiare, iar clubul nu a mai putut încheia sezonul și s-a retras, fiind din nou dizolvat. A urmat o perioada de câțiva ani în care fotbalul nu a mai reprezentat interes pentru primărie, iar activitatea la nivelul clubului a dispărut.
În 2018 a fost reactivată secția de fotbal a CSM Făgăraș , activând cu preponderență în sectorul de copii și juniori. În 2019, CSM Făgăraș, ajunge la 186 de sportivi legitimați, cu grupe de copii la fiecare categorie de vârstă, înscrise în competiții la nivel județean și național. Mai mult, în urma unui concurs de proiecte (proiect realizat de Gherghe Alexandru- membru în Comitetul Director al CSM Făgăraș)depuse și evaluate la Federația Română de Fotbal, CSM Făgăraș este acreditată ca Academie de Fotbal, fiind al 43- lea club din cele 60 acreditate la nivel național. Acreditarea de Academie de Fotbal CSM Făgăraș durează doar un an, deoarece o nouă acreditare nu a mai fost făcută din cauza unui viciu de procedură a celor din noua conducere a clubului (au omis să trimită la timp cererea de reacreditare!!!). În prezent CSM Făgăraș mai are în jur de 80 de copii legitimați și activează doar la nivel de campionate de juniori.

## Palmares

### National:
- Divizia C
  - Câștigători (6) : 1958–59, 1968–69 , 1970–71 , 1974–75 , 1982–83, 1996–97
  - Locuitorii (3): 1969–70 , 1984–85, 1985–86
- Liga a IV-a
  - Câștigători (1) : 2011–12
  - Locuitorii (2): 2009–10 , 2010–11

### Cupa Romaniei:
- Cupa României – județul Brașov
  - Câștigători (1): 2011–12

### Alte aparitii:
- Apariții în Liga a II-a : 18
- Cel mai bun rezultat în Liga a II-a: locul 4 în sezonul 1962–63 .

## Foști jucători
- Vasile Nuca
- Gheorghe Vărzaru
- Vasile Chiric
- Mircea Chelemen
- Mircea Neagu
- Iosif Szalad
- Catalin Szalad
- Gheorghe Trîmbițas
- Emil Bîrsan
- Ion Gheorghe
- Zoltan David
- Alexandru Gherghe
- Florin Stângă
- Petre Uscoiu
- Nelu Uscoiu
- Ioan Uscoiu
- Karol Borbely
- Valentin Mărginean
- Marius Oancea
- Ovidiu Furdui
- Nicolae Mihăescu
- Dan Guseilă
- Gelu Lepșa
- Octavian Cocan
- Ionel Ganea
- Bogdan Brașoveanu
- Tihamer Török
- Florin Anghel
- Ciprian Mardan
- Marian Chiric
- Lucaciu Caius
- Harnagea Daniel
- Pădurar Dumitru
- Răzvan Pancu
- Cosmin Bacila
- Silviu Sandei
- Sârghe Catalin
- Vlad Munteanu

## Foști Antrenori
- Romică Sârbu
- Ioan Cazan
- Bujor Balcacean
- Feri David
- Ionel Sfrijan
- Nistor Văidean
- Sandu Cozma
- Adrian Harlab
- Octavian Cocan
- Marian Chiric
- Dorel Purdea

## Foști Președinți
- Vasile Gruia
- Alexandru Gherghe
- Lucian Cupu
- Gabriel Drajneanu
- Alexandru Ovidiu Bica

## Link-uri
http://csmfagaras.ro[nefuncțională – arhivă]

https://www.frf-ajf.ro/brasov/echipe/csm-fagaras